# Solenostoma crenuliforme
Solenostoma crenuliforme là một loài Rêu trong họ Jungermanniaceae. Loài này được Stephani mô tả khoa học đầu tiên..